# Hakgöl
Hakgöl är en sjö i Emmaboda kommun i Småland och ingår i Hagbyåns huvudavrinningsområde.